# RL10火箭发动机

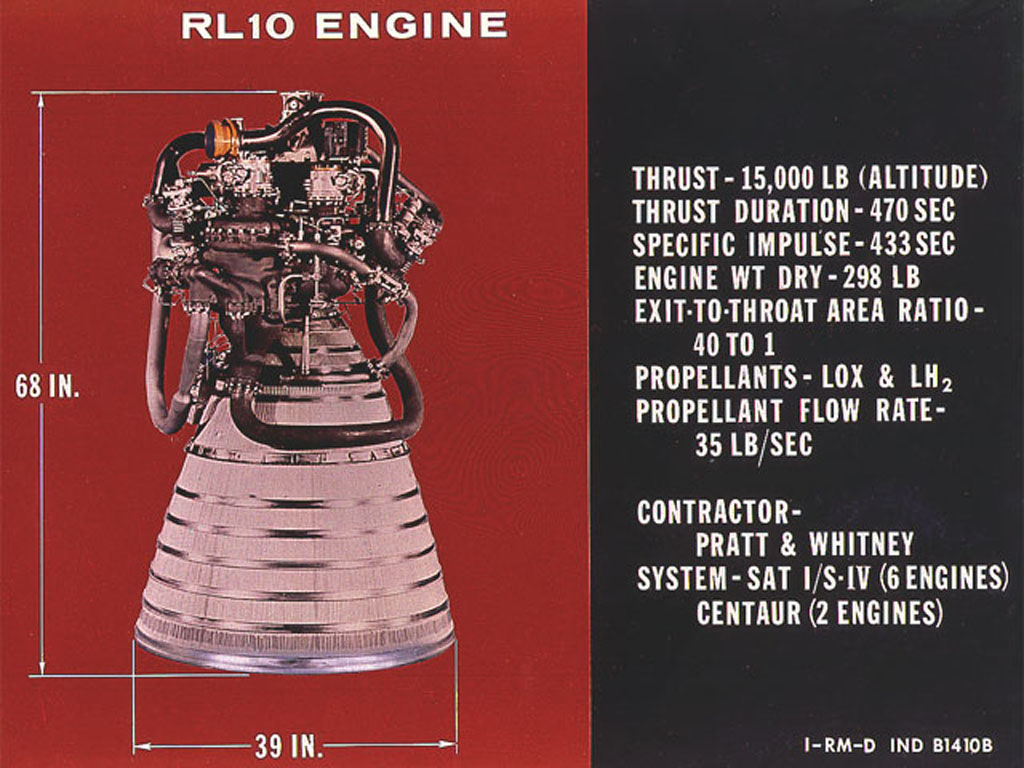
RL10发动机参数表

RL10火箭发动机是美国研制的第一种液氢燃料火箭发动机，其改进版现用于多种运载器，土星一号的第二级使用六台，半人马座上面级使用一至两台，德尔塔-4运载火箭上面级使用一台。曾有提案将该发动机用于農神一号，農神一B号，農神五號和太空梭。
该发动机第一次地面试车是在1959年，成品的第一次飞行是在1963年11月27日。在这次飞行中，两台RL10A-3驱动宇宙神火箭的半人马座上面级。这次飞行是用来检验火箭结构完整性和性能表现。
工作原理为：全部液氢由氢泵加压进入燃烧室壁结构再生冷却加热成气态氢，然后推动一个涡轮，最后进入燃烧室作为燃料。因为推动涡轮的动力来自于氢加热后的膨胀，所以这个方式被称为膨胀循环。涡轮与氢泵直接连接，同时通过一个减速齿轮结构驱动氧泵，液氧则通过氧泵加压后直接进入燃烧室。
真空推力6.8 t。该发动机1963年投入使用。它可用作宇宙神、大力神、雷神及土星运载火箭上面级的动力装置。

## 原始RL10性能参数
- 推力(高空): 15,000 lbf (66.7 kN)
- 燃烧时间: 470 s
- 工作循环: 膨胀循环
- 比冲: 433 s (4.25 kN·s/kg)
- 干重: 298 lb (135 kg)
- 高度: 68 in (1.73 m)
- 直径: 39 in (0.99 m)
- 喷管膨胀比: 40：1
- 推进剂: 液氧 & 液氢
- 推进剂流量: 35 lb/s (16 kg/s)
- 承包商: 普惠公司（洛克达因）
- 应用: 農神一号 / S-IV 6台，半人马座上面级 2台

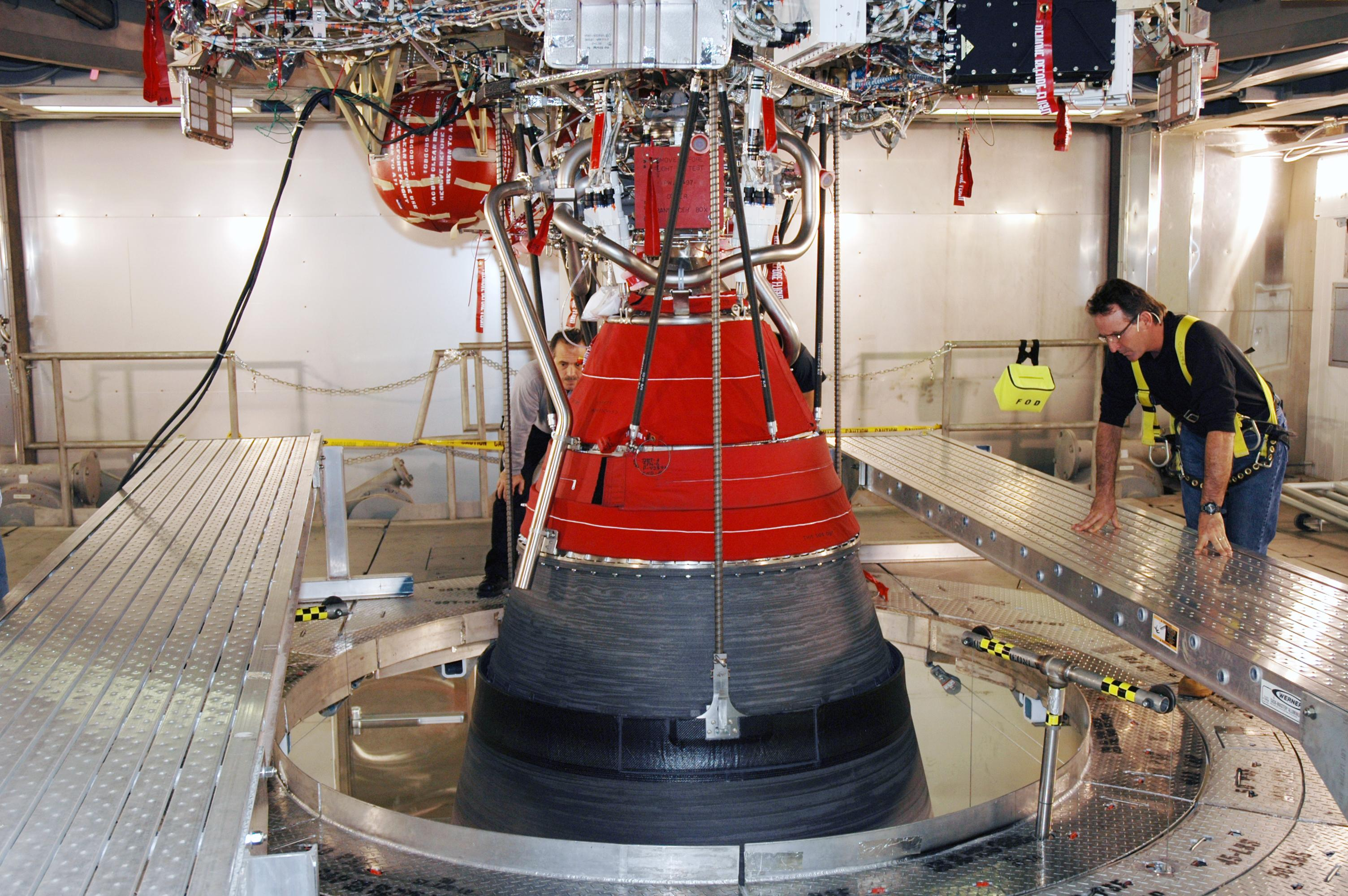
德尔塔四型使用两台RL10B-2

## 现行设计
RL10一直在改进，最新型号是RL10B-2，用于德尔塔四型第二级，德尔塔三型第二级。为了提高性能，现行设计已比RL10原设计变化很大，其中一个显著变化是采用可延长喷管，使用电控万向节以减轻重量并增加可靠性。目前发动机比冲为462 s，排气速度4.53 km/s。
RL10B-2
- 推力 (高空): 24,750 lbf (110.1 kN)
- 工作循环: 膨胀循环
- 燃烧时间: 1,152 秒
- 比冲: 462 s (4.53 kN·s/kg)
- 干重: 664 lb (301 kg)
- 高度: 163 in (4.14 m)
- 直径: 87 in (2.21 m)
- 膨胀比: 250：1
- 混合比: 5.88：1
- 推进剂: 液氢&液氧
- 推进剂流量: 氧化剂 41.42 lb/s (20.6 kg/s), 燃料 7.72 lb/s (3.5 kg/s)
- 承包商: 普惠
- 应用: 德尔塔三型/四型 第二级 1台

RL10B-2燃烧室的一处焊接裂缝被查证时导致运送猎户座-3通信卫星的德尔塔三型运载火箭失败的元凶。
另一个改进版本是RL10A-4-2，用于宇宙神五号的上面级。

## RL10的其他应用
四台经改进可节流的RL10A-5用于麦道公司的DC-X。
DIRECT计划的3.0版本提议使用一系列有公共核心级的火箭来代替战神一号和战神五号。推荐将RL10作为提案中J-246和J-247运载器的第二级发动机。计划采用7台RL10组成的木星上面级代替战神五号的地球出发级。

## RL10的未来应用
2005年，NASA宣布獵戶座太空船计划，其中月球着陆舱(LSAM)的下降段和上升段都采用氢氧发动机（上升段原始计划采用液氧/甲烷发动机）。出于推进剂的考虑，且计划飞船将从赤道轨道降落到月球极地区域，NASA决定采用四台RL10为下降段提供主动力。 
目前，用于德尔塔三型/四型的RL10B-2推力可低至最大推力的20%，但由于月球着陆舱需要在月面盘旋并平稳着陆，RL10需要改进到最力10%的推力，此外加强性能和应用于载人太空船的改进也必须进行。采用RL10使NASA在登月项目上节约大量资金。

### 通用可扩展低温发动机
通用可扩展低温发动机(CECE)是用于研发具有良好节流性能的RL10的试验品，NASA与洛克达因公司签订了CECE验证机制造协议。2007年它成功达到了11：1的节流比，但尚未间歇性燃烧现象。2009年，NASA宣布试验成功从104%节流到8%，是同类发动机的新纪录。间歇性燃烧现象也被改进后的喷注器和推进剂餵送系统消除。